# 리사 디 배나
리사 마리 디 배나(영어: Lisa Marie De Vanna, 1984년 11월 14일 ~ )는 오스트레일리아의 여자 축구 선수로 포지션은 공격수이다. 현재는 오스트레일리아 W리그의 시드니 FC에서 활동하고 있다.

## 클럽 경력
리사 디 배나는 웨스턴오스트레일리아주 퍼스에서 태어나서 퍼스에서 남서쪽으로 약 30분 정도 떨어진 곳에 위치한 작은 항구 도시인 프리맨틀에서 성장했다. 리사 디 배나는 어린 시절부터 축구에 대한 사랑을 키워가면서 축구공과 함께 자는 경우가 많았고 젊은 시절에는 거리에서 동생과 함께 축구를 즐기는 경우가 많았다고 한다.
리사 디 배나는 2006년 10월부터 2007년 3월까지 잉글랜드 FA 여자 내셔널리그에 참가하고 있던 동커스터 로버스 벨스 소속으로 활약했으며 2008년에는 스웨덴 다말스벤스칸에 참가하고 있던 AIK로 이적했다. 2008년 11월에는 오스트레일리아의 퍼스 글로리로 이적했고 2008년 11월 8일에 열린 멜버른 빅토리와의 경기에 처음 출전하면서 오스트레일리아 W리그 무대에 데뷔하게 된다.
리사 디 배나는 2008년 9월에 열린 미국 여자 프로 축구 인터내셔널 드래프트를 통해 18위에 지명되면서 워싱턴 프리덤에 지명되었고 2009년 3월에 워싱턴 프리덤과 정식 계약을 체결했다. 2011년까지 워싱턴 프리덤의 후계 구단인 매직잭 소속으로 활약했지만 미국 여자 프로 축구는 2011 시즌을 끝으로 폐지되고 만다.
리사 디 배나는 2012년에 스웨덴의 린셰핑 FC와의 계약을 체결하면서 다말스벤스칸 무대에 복귀했다. 린셰핑 FC는 2012 다말스벤스칸 시즌에서 11승 6무 5패를 기록하면서 3위를 기록했고 리사 디 배나는 전체 22경기 가운데 18경기에 출전하여 7골을 기록했다.
리사 디 배나는 2013년 2월에 미국의 스카이 블루로 이적하면서 내셔널 위민스 사커 리그 무대에 데뷔하게 된다. 스카이 블루는 2013 내셔널 위민스 사커 리그 정규 시즌에서 10승 6무 6패를 기록하면서 4위를 기록했고 리사 디 배나는 17경기 가운데 16경기에 선발 출전하여 5골을 기록했다.
리사 디 배나는 2013년 10월부터 2017년 4월까지 미국의 여자 축구 클럽인 보스턴 브레이커스, 워싱턴 스피릿, 올랜도 프라이드, 오스트레일리아의 여자 축구 클럽인 멜버른 빅토리, 멜버른 시티, 캔버라 유나이티드를 오가면서 활약했다. 2017년 4월에는 사우스 멜버른으로 이적했고 2017년 10월에는 시드니 FC로 이적했다.

## 국가대표 경력
리사 디 배나는 2004년에 오스트레일리아 여자 축구 국가대표팀 선수로 발탁되었으며 2004년 아테네 하계 올림픽 본선에서는 4경기에 출전하여 오스트레일리아의 8강 진출에 기여했다.
리사 디 배나는 중국에서 개최된 2007년 FIFA 여자 월드컵에서 노르웨이와의 조별 예선 경기(오스트레일리아는 노르웨이와 1-1 무승부를 기록함)에서 1골, 가나와의 조별 예선 경기(오스트레일리아는 가나에 4-1 승리를 기록함)에서 2골, 브라질과의 8강전 경기(오스트레일리아는 브라질에 2-3으로 패배함)에서 1골을 기록하여 오스트레일리아의 8강 진출에 기여했다. 리사 디 배나는 해당 대회에서 자신이 기록한 4골이 대회가 열리기 3개월 전에 사망한 아버지에게 바치는 골이었음을 밝혔다. 리사 디 배나는 오스트레일리아로 귀국한 이후에 주유소에서 근무했다.
리사 디 배나는 오스트레일리아에서 개최된 2010년 AFC 여자 아시안컵에서 오스트레일리아의 사상 첫 AFC 여자 아시안컵 우승에 기여했다. 리사 디 배나는 2010년 9월에 자신의 페이스북 계정에 발기한 음경 사진이 게재된 사건을 경험했고 오스트레일리아 축구 연맹에 자신에 대한 모욕적인 사진을 삭제해 줄 것을 요청했다.
리사 디 배나는 2011년 5월에 2011년 FIFA 여자 월드컵을 준비하고 있던 오스트레일리아 여자 축구 국가대표팀 훈련 캠프에서 일어난 부적절한 행동으로 인해 톰 서머니 감독으로부터 축출당했다. 하지만 얼마 지나지 않아서 대표팀에 복귀했고 독일에서 개최된 2011년 FIFA 여자 월드컵에 참가하게 된다. 리사 디 배나는 적도 기니와의 조별 예선 경기에서 1골을 기록하면서 오스트레일리아의 3-1 승리에 기여했고 오스트레일리아는 해당 대회에서 8강전에 진출하는 성과를 기록하게 된다. 리사 디 배나는 2012-13 시즌에서 스웨덴 다말스벤스칸 무대로 이적했지만 오스트레일리아 여자 축구 국가대표팀에 대한 자신의 의지는 강해졌다는 입장을 표명했다.
리사 디 배나는 2015년 6월 8일에 열린 미국과의 2015년 FIFA 여자 월드컵 조별 예선 경기에서 A매치 100번째 출전 기록을 수립했지만 오스트레일리아는 미국에 1-3으로 패배하고 만다. 하지만 리사 디 배나는 캐나다에서 개최된 2015년 FIFA 여자 월드컵에서 오스트레일리아 여자 축구 국가대표팀의 주장을 맡았고 오스트레일리아는 해당 대회에서 8강전에 진출하는 성과를 기록하게 된다.
리사 디 배나는 2016년 리우데자네이루 하계 올림픽에 참가한 오스트레일리아 여자 축구 국가대표팀의 주장을 맡으면서 오스트레일리아의 8강 진출에 기여했다. 특히 짧은 휴식 시간 동안에 자신의 대표팀 동료였던 엘리스 켈런드나이트와 함께 물병을 가지고 장난을 치는 장면을 연출하여 화제가 되기도 했다. 2019년 FIFA 여자 월드컵에서는 오스트레일리아의 16강 진출에 기여했다.

## 수상

### 클럽
브리즈번 로어
- W리그 챔피언십 우승 1회 (2010-11)

멜버른 빅토리
- W리그 챔피언십 우승 1회 (2013-14)

멜버른 시티
- W리그 챔피언십 우승 1회 (2015-16)
- W리그 프리미어십 우승 1회 (2015-16)

시드니 FC
- W리그 챔피언십 우승 1회 (2018-19)

### 국가대표팀
- 2010년 AFC 여자 아시안컵 우승
- 2017년 토너먼트 오브 네이션스 우승
- 2019년 컵 오스 네이션스 우승

### 개인
- 2002-03 줄리 돌런 메달 수상
- 2002-03 위민스 내셔널 사커 리그 골든부트 수상
- 2013년 오스트레일리아 축구 연맹 올해의 여자 축구 선수 수상